# 奥田徹示
奥田 徹示（おくだ てつじ、1950年3月19日 - ）は、日本の経営情報学・経営工学者。大阪工業大学名誉教授・紀要委員会2005委員。工学博士（大阪府立大学）。日本ファジィ学会（現：日本知能情報ファジィ学会）元学会誌編集委員。
専門は、経営工学・経営情報学（特にファジィシステム理論）、経営システム工学・技術マネジメント（特に生産管理）、社会システム工学・経営意思決定。

## 略歴
1977年大阪府立大学（現：大阪公立大学）大学院工学研究科経営工学専攻博士課程修了、工学博士（大阪府立大学）。同年、大阪工業大学工学部経営工学科（現：情報科学部データサイエンス学科）講師。助教授を経て、1991年同学科教授。2006年同学部技術マネジメント学科教授。2005年同大学紀要委員会委員。2009年大阪工業大学名誉教授。
大阪工業大学（経営工学科・技術マネジメント学科）において30年以上の長きに渡り教鞭を執り、経営情報学（特にファジィシステム理論）の研究・育成に貢献した。
主な所属学会は、日本経営工学会、日本ファジィ学会（現：日本知能情報ファジィ学会）、国際ファジィシステム学会(IFSA)、情報処理学会、日本オペレーションズリサーチ学会、日本応用数理学会、社会経済システム学会、計測自動制御学会、システム制御情報学会。主な著書は、ファジィシステム理論入門（共著、オーム社1987、学術書）。

## 主な研究
- ファジイシステム理論に基づく意思決定エキスパートシステムに関する研究[4]
- ファジィ観測データに基づく統計的推定[5]
- ファジィ区間データに基づく回帰モデルの近似的ベイズ変数選択[6]
- 大規模社会システムにおけるファジィデータ解析に関する研究
- 多製品の生産システム・ダイナミックス